# 공감의 본질과 형식
공감의 본질과 형식(Wesen und Formen der Sympathie)는 막스 셸러의 저술이다.

## 설명
『공감의 본질과 형식』은 ‘제1부 공감’, ‘제2부 사랑과 미움’, ‘제3부 타아’로 구성되어 있다. 타아에 관한 부분은 초판에서 부록으로 실린 것이었으나 이후 제3부로 편입된다. 막스 셸러는 근본적으로 영국의 경험론에 뿌리를 둔 ‘공감윤리학’과 루소, 쇼펜하우어, 니체의 ‘공감윤리학’을 비판하며 자신의 ‘실질적 가치윤리학’을 전개한다. 이 책은 특히 가치를 파악하는 인간의 정서적 감정을 분석하는 데 초점을 맞춘다.
셸러는 파스칼의 ‘심정의 논리’를 이어받아 이성을 통해서는 파악할 수 없는 감정의 논리와 법칙이 선천적으로 주어져 있음을 선언했다. 이러한 감정의 작용은 대상을 파악하는 데서 이성보다 선행한다. 예를 들어 인적이 드문 곳에서 낯선 사람을 만났을 때, 우리는 그 사람의 시각적 특징을 파악하기 전에 이미 그 사람에 대한 전체적인 느낌을 마음속에 포착해 대응 태세를 취하게 된다. 이 느낌 속에 주어지는 것이 바로 가치다. 엄밀한 의미에서 사물은 가치중립적이지만, 가치가 부여됨으로써 인식 대상으로 고양된다. 따라서 가치를 파악하는 감정의 작용은 언제나 이성보다 선행하여 일어난다.
그러나 감정의 작용을 단순히 우리의 느낌에 국한하지는 않는다. 느낌이란 단순히 가치를 파악하는 작용에 불과하다. 그 밖에도 가치는 높고 낮음의 서열을 나타낸다. 서열을 파악하는 감정의 작용이 선취(先取)와 후치(後置)다. 곧 선취란 가치의 보다 높음을 인식하는 작용이고, 후치란 가치의 보다 낮음을 인식하는 작용이다. 이러한 작용이 느낌과 결합함으로써 보다 높거나 낮은 가치의 인식 작용이 일어난다. 근본적으로 가치 파악은 ‘즉각적이고 일회적으로’ 일어난다. 나아가 이러한 가치 파악이 가능하기 위해서는 가치를 발견하는 능력이 우리에게 주어져 있어야만 한다. 가치를 발견하고 은폐하는 역할을 하는 작용이 곧 ‘사랑’과 ‘미움’이다. 다시 말하면 가치는 사랑에 의해 드러나고, 미움에 의해 은폐된다. 이러한 ‘사랑의 질서’가 우리의 심정에는 선천적으로 주어져 있다는 것이고, 이로써 사랑이 인식의 범위를 결정한다고 셸러는 말한다.
이 책은 일찍이 프랑스어, 영어, 일본어 등으로 번역되었으며, 특히 사르트르의 감정론에 지대한 영향을 미쳤다. 또 제3부 타아에 관한 내용은 부버나 뢰비트의 인간관계론에 대한 새로운 시사점을 제공해 준다는 점에서 매우 의미 깊다.
- 이을상 역, 지만지 2013, ISBN 9788966804351